# Малая Падерь (Бокшицкий сельсовет)
Малая Падерь (бел. Малая Падзер) — деревня в Бокшицком сельсовете Слуцкого района Минской области Республики Беларусь.

## Население
По данным переписи населения Беларуси за 2009 год население деревни Малая Падерь составляет 163 человека.

## География
Расстояние от деревни Малая Падерь до города Слуцка составляет 8 километров, а по трассе Слуцк — Минск 11 километров.
Расстояние от деревни Малая Падерь до города Минска составляет 100 километров, а по трассе Слуцк — Минск 114 километров.